# Franciszek Paciorek

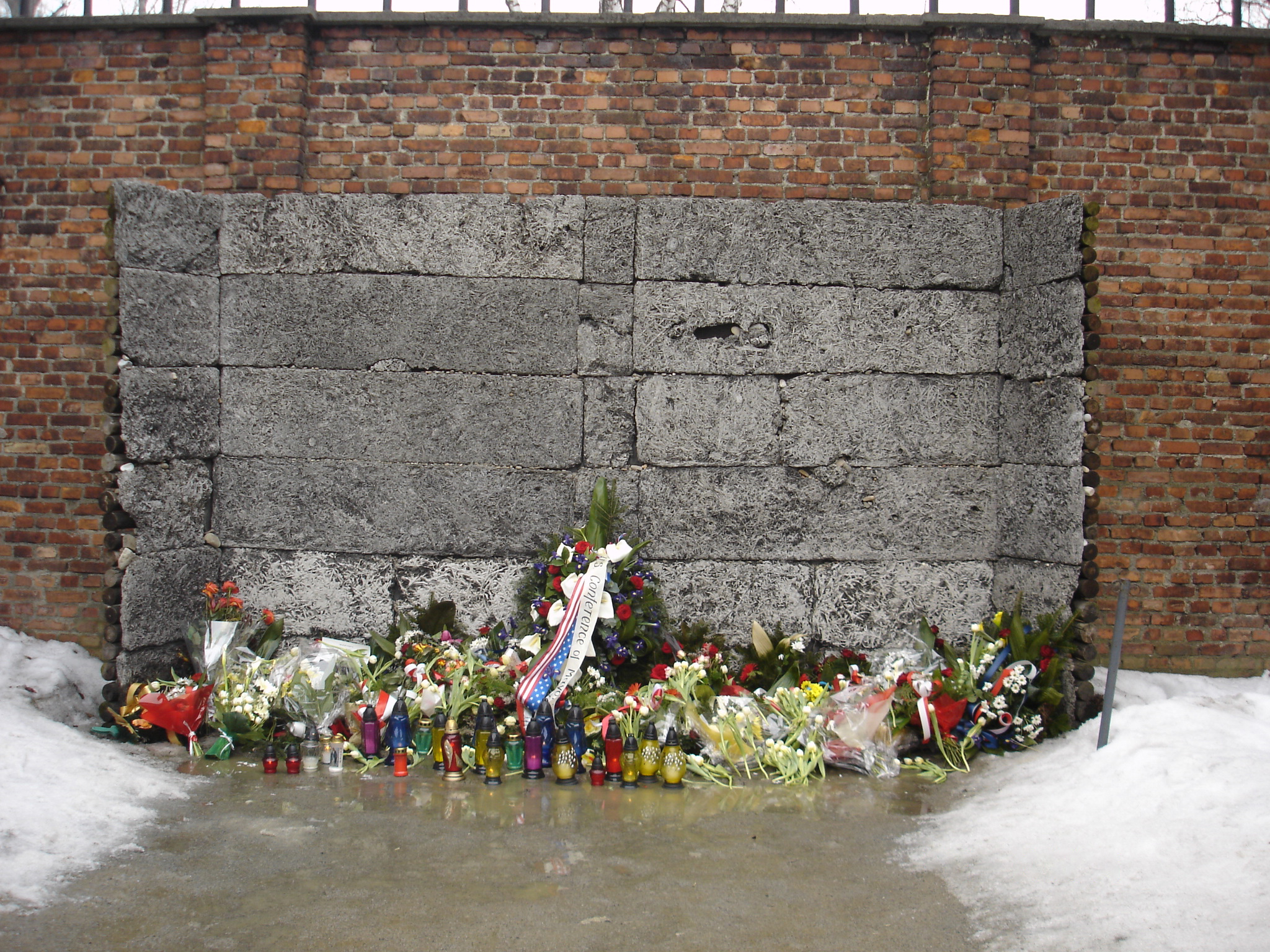
Ściana straceń w Obozie Koncentracyjnym Auschwitz I

Franciszek Paciorek (ur. 6 września 1914 w Radziszowie, zm. 5 marca 1943 w KL Auschwitz) – prezbiter katolicki archidiecezji krakowskiej.
Po ukończeniu szkoły podstawowej wyjechał do rodziny do Krakowa, gdzie w latach 1924–1932 uczył się w Gimnazjum im. Bartłomieja Nowodworskiego. Po zdaniu matury wstąpił do Wyższego Seminarium Duchownego Archidiecezji Krakowskiej. 24 czerwca 1937 otrzymał święcenia kapłańskie z rąk arcybiskupa metropolity Adama Stefana Sapiehy. Pierwszą placówką, na którą został skierowany, była Parafia św. Klemensa w Zawoi, gdzie pracował do 1939. Aresztowany za pomoc udzieloną więźniowi zbiegłemu z Auschwitz. Przewieziony i osadzony w więzieniu, przewieziony do niemieckiego obozu koncentracyjnego Auschwitz. Został rozstrzelany 5 marca 1943 pod ścianą straceń.